# Rikke Møller Pedersen
Rikke Møller Pedersen (Odense, 9 januari 1989) is een Deense zwemster. Ze vertegenwoordigde haar vaderland op de Olympische Zomerspelen 2012 in Londen. Pedersen is houdster van de Europese records op de 200 meter schoolslag (langebaan) en op de 200 meter schoolslag (kortebaan).

## Carrière
Bij haar internationale debuut, op de Europese kampioenschappen kortebaanzwemmen 2004 in Wenen, strandde Pedersen in de series van alle schoolslagonderdelen. Op de Europese kampioenschappen zwemmen 2006 in Boedapest werd de Deens uitgeschakeld in de series van zowel de 50 meter rugslag als de 50 en de 100 meter schoolslag. In Debrecen nam Pedersen deel aan de Europese kampioenschappen kortebaanzwemmen 2007, op dit toernooi strandde ze op alle vier de afstanden waarop ze startte in de series. Samen met Pernille Larsen, Jeanette Ottesen en Line Lauridsen eindigde ze als achtste op de 4x50 meter wisselslag.
Tijdens de Europese kampioenschappen zwemmen 2008 in Eindhoven werd de Deense uitgeschakeld in de halve finales van de 50 meter schoolslag, op haar overige afstanden wist zij de series niet door te komen. Op de Europese kampioenschappen kortebaanzwemmen 2008 in Rijeka eindigde Pedersen als zesde op de 50 meter schoolslag, als zevende op de 200 meter schoolslag en als achtste op de 100 meter schoolslag. Op de 4x50 meter wisselslag eindigde ze samen met Elspa Mørkøre, Jeanette Ottesen en Micha Østergaard op de vierde plaats.
In de Italiaanse hoofdstad Rome nam de Deense deel aan de wereldkampioenschappen zwemmen 2009, op dit toernooi eindigde ze als zesde op de 100 meter schoolslag. Op de 200 meter schoolslag strandde ze in de halve finales en op de 50 meter schoolslag in de series, samen met Pernille Larsen, Micha Østergaard en Jeanette Ottesen werd ze uitgeschakeld in de series van de 4x100 meter wisselslag. Tijdens de Europese kampioenschappen kortebaanzwemmen 2009 in Istanboel veroverde Pedersen de Europese titel op de 200 meter schoolslag, in een nieuw Europees record, en eindigde ze als zevende op de 50 meter schoolslag. Op de 100 meter schoolslag werd ze in de series gediskwalificeerd, op de 4x50 meter wisselslag eindigde ze samen met Pernille Larsen, Jeanette Ottesen en Micha Østergaard op de vijfde plaats.
Op de Europese kampioenschappen zwemmen 2010 in Boedapest sleepte de Deense de zilveren medaille in de wacht op de 100 meter schoolslag, ex aequo met de Zweedse Jennie Johansson, en de bronzen medaille op de 200 meter schoolslag, op de 50 meter schoolslag strandde ze in de series. Samen met Pernille Larsen, Jeanette Ottesen en Louise Jansen eindigde ze als vijfde op de 4x100 meter wisselslag. In Dubai nam Pedersen deel aan de wereldkampioenschappen kortebaanzwemmen 2010. Op dit toernooi legde ze op de 200 meter schoolslag beslag op de bronzen medaille, daarnaast eindigde ze als vierde op de 100 meter schoolslag en werd ze uitgeschakeld in de halve finales van de 50 meter schoolslag.
Tijdens de wereldkampioenschappen zwemmen 2011 in Shanghai eindigde de Deense als zesde op de 100 meter schoolslag en als zevende op de 200 meter schoolslag, op de 50 meter schoolslag strandde ze in de halve finales. Op de 4x100 meter wisselslag werd ze samen met Mie Nielsen, Jeanette Ottesen en Pernille Blume uitgeschakeld in de series. Op de Europese kampioenschappen kortebaanzwemmen 2011 in Szczecin werd Pedersen Europees kampioene op de 200 meter schoolslag, daarnaast veroverde ze op de 100 meter schoolslag de zilveren medaille en eindigde ze als vijfde op de 50 meter schoolslag. Samen met Mie Nielsen, Jeanette Ottesen en Pernille Blume sleepte ze de Europese titel in de wacht op de 4x50 meter wisselslag.
In Londen nam de Deense deel aan de Olympische Zomerspelen van 2012. Op dit toernooi eindigde ze als vierde op de 200 meter schoolslag en als achtste op de 100 meter schoolslag, op de 4x100 meter wisselslag eindigde ze samen met Mie Nielsen, Jeanette Ottesen Gray en Pernille Blume op de zevende plaats. Tijdens de Europese kampioenschappen kortebaanzwemmen 2012 in Chartres legde Pedersen, op de 100 en 200 meter schoolslag, beslag op de Europese titel, daarnaast veroverde ze de zilveren medaille op de 50 meter schoolslag. Samen met Kristina Thomsen, Jeanette Ottesen Gray en Pernille Blume werd ze Europees kampioene op de 4x50 meter wisselslag. Op de wereldkampioenschappen kortebaanzwemmen 2012 in Istanboel sleepte ze de gouden medaille op de 200 meter schoolslag en de bronzen medaille op de 100 meter schoolslag in de wacht, op de 50 meter schoolslag eindigde ze op de vierde plaats. Op de 4x100 meter wisselslag veroverde ze samen met Mie Nielsen, Jeanette Ottesen Gray en Pernille Blume de wereldtitel.

## Internationale toernooien
| Jaar | Olympische Spelen                                          | WK langebaan                                                                   | WK kortebaan                                                              | EK langebaan                                                                  | EK kortebaan                                                                                                 |
| ---- | ---------------------------------------------------------- | ------------------------------------------------------------------------------ | ------------------------------------------------------------------------- | ----------------------------------------------------------------------------- | --- |
| 2004 | geen deelname                                              |                                                                                | geen deelname                                                             | geen deelname                                                                 | 19e 50m schoolslag 29e 100m schoolslag 28e 200m schoolslag 4e 4x50m wisselslag Pedersen zwom enkel de series |
| 2005 |                                                            | geen deelname                                                                  |                                                                           |                                                                               | geen deelname                                                                                                |
| 2006 |                                                            |                                                                                | geen deelname                                                             | 36e 50m rugslag 17e 50m schoolslag 32e 100m schoolslag                        | geen deelname                                                                                                |
| 2007 |                                                            | geen deelname                                                                  |                                                                           |                                                                               | 28e 50m rugslag 21e 50m schoolslag 25e 100 m schoolslag 19e 100m wisselslag 8e 4x50m wisselslag              |
| 2008 | geen deelname                                              |                                                                                | geen deelname                                                             | 19e 50m rugslag 32e 100m rugslag 15e 50m schoolslag 30e 100m schoolslag       | 6e 50m schoolslag 8e 100m schoolslag 7e 200m schoolslag 4e 4x50m wisselslag                                  |
| 2009 |                                                            | 17e 50m schoolslag 11e 100m schoolslag 6e 200m schoolslag 9e 4x100m wisselslag |                                                                           |                                                                               | 7e 50m schoolslag · DQ 100m schoolslag · 200m schoolslag · 5e 4x50m wisselslag                               |
| 2010 |                                                            |                                                                                | 12e 50m schoolslag · 4e 100m schoolslag · 200m schoolslag                 | 13e 50m schoolslag · 100m schoolslag · 200m schoolslag · 4e 4x100m wisselslag | geen deelname                                                                                                |
| 2011 |                                                            | 15e 50m schoolslag 6e 100m schoolslag 7e 200m schoolslag 9e 4x100m wisselslag  |                                                                           |                                                                               | 5e 50m schoolslag · 100m schoolslag · 200m schoolslag · 4x50m wisselslag                                     |
| 2012 | 8e 100m schoolslag 4e 200m schoolslag 7e 4x100m wisselslag |                                                                                | 4e 50m vrije slag · 100m schoolslag · 200m schoolslag · 4x100m wisselslag | geen deelname                                                                 | 50m schoolslag · 100m schoolslag · 200m schoolslag · 4x50m wisselslag                                        |

## Persoonlijke records
Bijgewerkt tot en met 1 augustus 2013
Kortebaan
| Afstand         | Tijd    | Datum            | Plaats    |
| --------------- | ------- | ---------------- | --------- |
| 50m schoolslag  | 30,00   | 13 december 2012 | Istanboel |
| 100m schoolslag | 1.04,05 | 15 december 2012 | Istanboel |
| 200m schoolslag | 2.16,08 | 16 december 2012 | Istanboel |

Langebaan
| Afstand         | Tijd    | Datum           | Plaats              |
| --------------- | ------- | --------------- | ------------------- |
| 50m schoolslag  | 31,00   | 11 juni 2013    | Barcelona           |
| 100m schoolslag | 1.06,05 | 16 juni 2013    | Canet-en-Roussillon |
| 200m schoolslag | 2.19,11 | 1 augustus 2013 | Barcelona           |